# سيفرادين
سيفرادين (Cefradine) هو INN من مضادات الجراثيم وهو مضاد حيوي من زمرة السيفالوسبورينات.

## الاستعمال الطبي
يستخدم في علاج الالتهابات البكتيرية في الجهاز التنفسي والمسالك البولية والجلد والأنسجة الرخوة. وتتضمن ما يلي:
- إنتانات الطرق التنفسية العلوية والسفلية.
- التهاب الجلد والأنسجة الرخوة.
- إنتانات الطرق البولية الصفراوية.
- التهاب الأذن الوسطى.
- التهاب الجيوب الأنفية.
- الوقاية من إنتانات التالية للجراحة.
- التهاب الهلل.[4]

## التخليق

تخليق سيفرادين:

## مضادات الاستطباب
- فرط الحساسية تجاه السيفالوسبورينات.
- القصور الكبدي الشديد.
- البرفيرية.

## الآثار الجانبية
- إسهال ونادراً التهاب القولون المترافق مع تناول المضاد الحيوي، غثيان، إقياء, انزعاج بطني, صداع.
- ردود فعل تحسسية (طفح، حكة، شرى، تفاعلات شبيهة بداء المصل مع اندفاعات، حمى، آلام مفصلية، تأق، حمامي منعددة الأشكال، تقشر الأنسجة المتموتة البشروية التسممي).
- اضطرابات في خمائر الكبد,إلتهاب الكبد العابر، يرقان ركودي.
- التهاب كلية خلالي قابل للتراجع.
- فرط نشاط، عصبية، اضطرابات في النوم، تخليط, دوخة، توتر

## الجرعة
فموياً
- البالغون: 250-500 ملغ كل 6 ساعات أو 0.5-1 غ كل 12 ساعة.
- الأطفال: 25-50 ملغ/كغ/يوم مقسمة على جرعات.

بالحقن العضلي العميق أو بالحقن الوريدي خلال 3-5 دقائق أو بالتسريب الوريدي
- البالغون: 0.5-1 غ كل 6 ساعات، تُزاد إلى 8 غ/يوم في الإنتانات الشديدة.
- الأطفال: 50-100 ملغ/كغ/يوم مقسمة على 4 جرعات.

## تحذيرات
- الحساسية تجاه البنسيلين.
- القصور الكلوي.
- بيلة الغلوكوز الإيجابية الكاذبة.
- اختبار كومبس الإيجابي الكاذب.
- إجراء فحوص كلوية ودموية خلال المعالجة المديدة أو بجرعات عالية.[6]